# 莱顿美国朝圣先辈博物馆
莱顿美国朝圣先辈博物馆（Leiden American Pilgrim Museum）是一座位于荷兰南荷兰省莱顿的纪念朝圣先辈（Pilgrim Fathers，或称Pilgrims）的小型博物馆。这些英格兰加尔文主义者难民在莱顿居住了约12年。1620年，他们乘“五月花号”出发赴新大陆。他们在抵达新大陆后的第一个丰收节庆后来成了美国一年一度的感恩节。

## 馆史、建筑及相关信息
莱顿美国朝圣先辈博物馆坐落于一幢始建于1365-1370年间的建筑中，这也是莱顿现存最古老的建筑。该住宅位于Beschuitsteeg 9，紧邻高地教堂（Hooglandse Kerk）的钟楼。该馆于1997年建立。该博物馆由莱顿美国朝圣先辈博物馆基金会（Leiden American Pilgrim Museum Foundation）运作，周三至周六（下午1点至5点）向公众开放。
该博物馆的目标是展现“朝圣先辈神话背后的真相”。在该馆中重现了朝圣先辈的家宅。该馆也展出16及17世纪由赫拉尔杜斯·墨卡托（Gerardus Mercator）及阿德里安·彼得斯·范·德文尼（Adriaen Pietersz. van de Venne）等绘制的地图和版画等藏品。
2009年，举办了一个展览并出版了若干书籍，以纪念朝圣先辈抵达莱顿400周年。该馆扩展至一间被修复的房间，并在该房间中展出17世纪版画。该房间也拥有一个中世纪壁炉，该壁炉用来展示朝圣先辈的烹饪和饮食习惯。
另外，莱顿地区档案馆（Regionaal Archief Leiden）有名为“Pilgrim Archives Leiden”（莱顿朝圣先辈档案馆）的有关朝圣先辈的特别部。。在美国普利茅斯（Plymouth, Massachusetts也有一个纪念朝圣先辈的博物馆——朝圣先辈厅博物馆（Pilgrim Hall Museum）。

## 展厅与展品
该馆拥有的展品诸如古老的家具、摆设、生活用品等，无一不再现了当初莱顿朝圣先辈的生活。在该馆现对外开放的两个房间和一个半地下室中，参观者可以发现许多有趣的展品。譬如半地下室中餐桌上的“食物盘”，不会晃的三角椅，上教堂时使用的折叠椅，“猪”形存钱罐等；通向半地下室的房间中的床，婴儿床，各种古书；另一房间中的壁炉，墙上有特殊功用的洞，以及来自中国的瓷器等。各房间点缀的鲜艳的花草亦为古色古香的馆舍增色不少。

## 图集

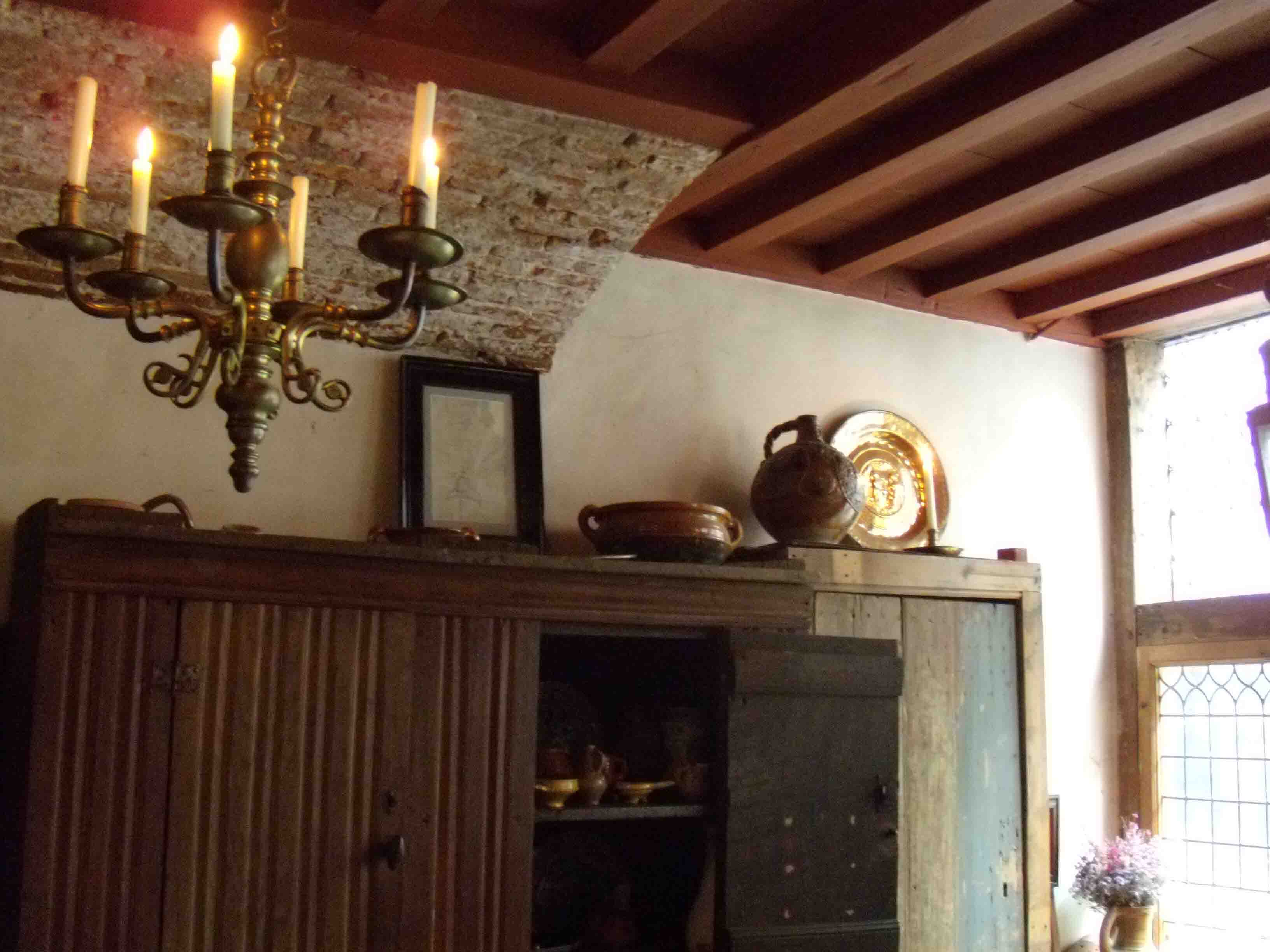
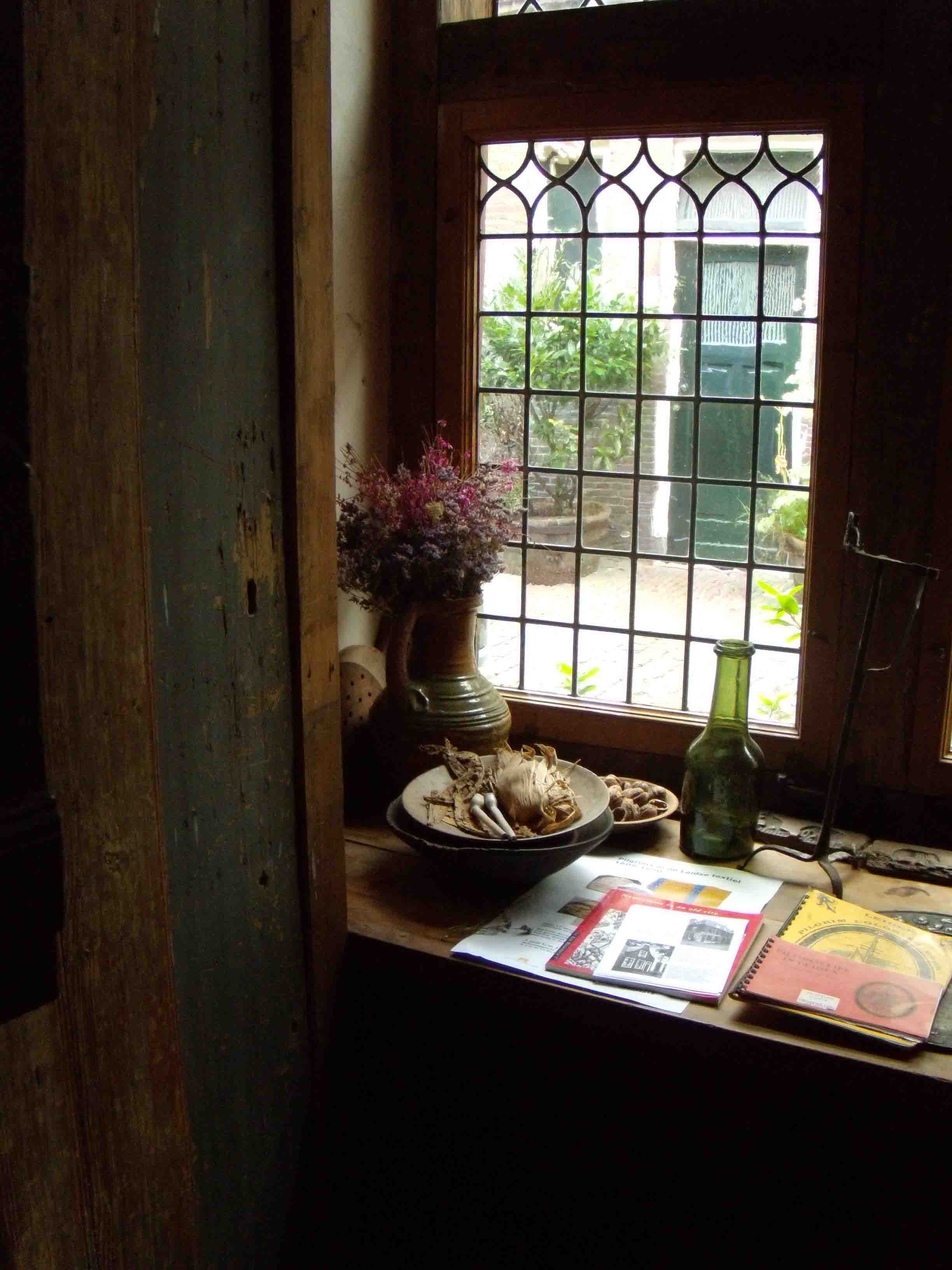
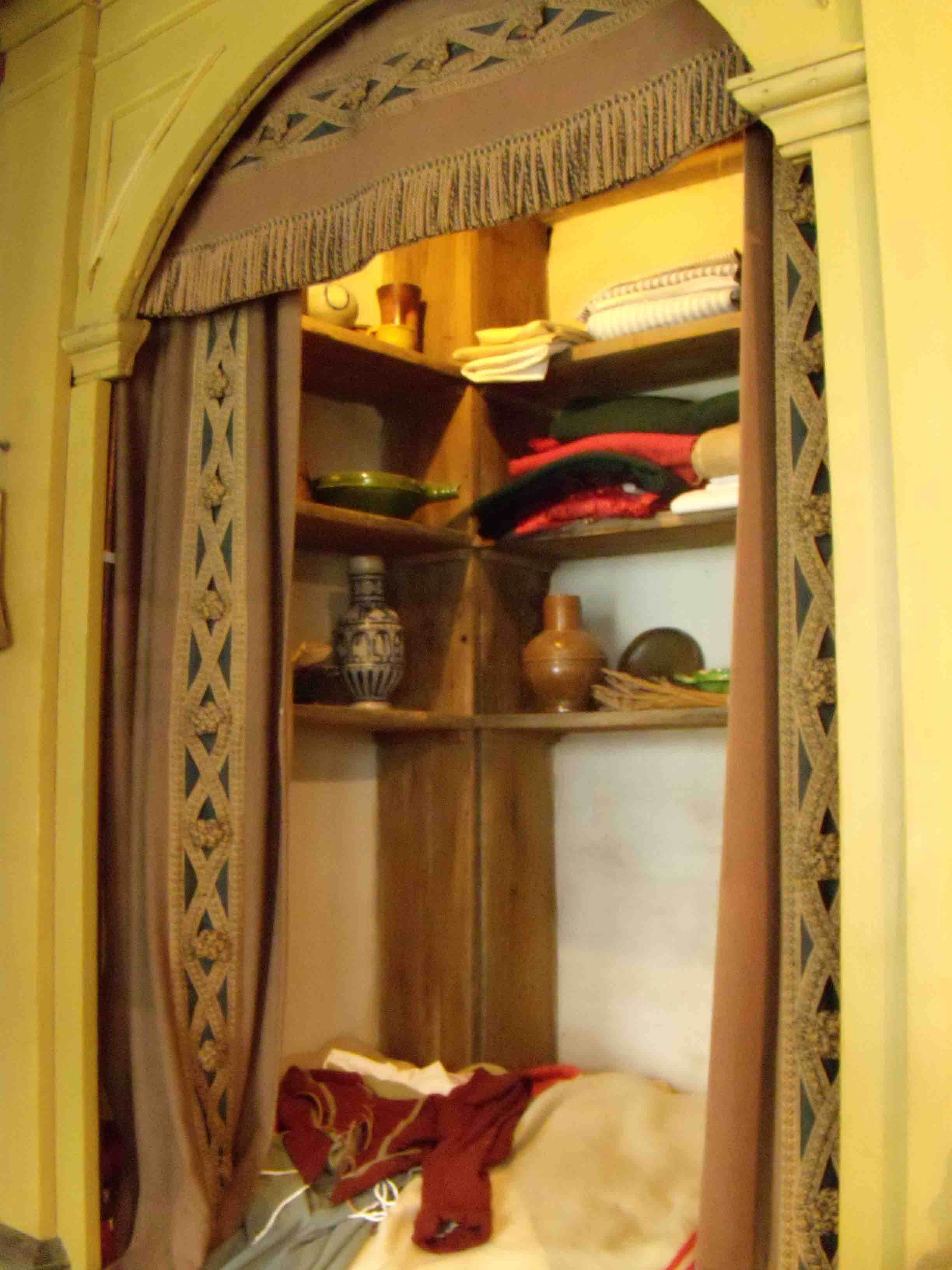
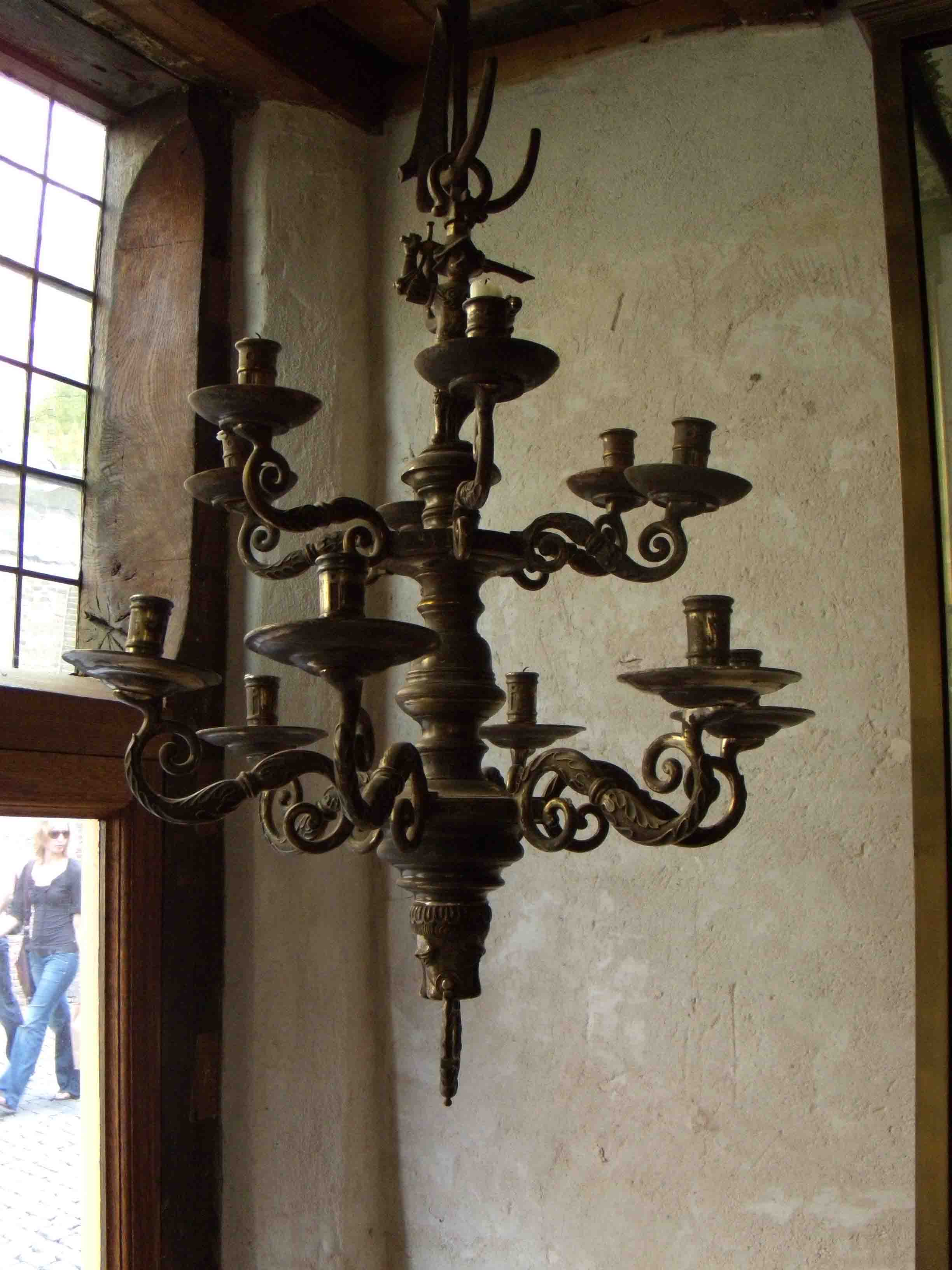